# العتمانية (الغربية)
العتمانية إحدى قرى مركز المحلة الكبرى التابع لمحافظة الغربية بجمهورية مصر العربية.

## التاريخ
قرر مجلس مديرية الغربية فصل 11 عزبة من توابع نصف أول بشبيش (التابع لبيلا) في 14 يناير 1943 لتُجعل ناحية واحدة سميت على اسم أكبر تلك العزب وهي العثمانية المنسوبة محمد عثمان مالكها. فصلت القرية عن مركز بيلا لتضاف إلى هذا مركز المحلة الكبرى في عام 1950.

## التعليم
تصل نسبة الأمية في القرية إلى 45.12% بين من تجاوزوا العاشرة من عمرهم، بينما تصل نسبة من حصلوا على تعليم جامعي إلى 1.93% من جملة السكان.

## السكان
بلغ عدد سكان العتمانية 5628 نسمة حسب تقدير عام 2018.
| السنة  | 1947 | 1960 | 1976 | 1986 | 1996 | 2006  | 2018 |
| ------ | ---- | ---- | ---- | ---- | ---- | ----- | ---- |
| القرية | 1825 | 2943 | 3951 | 2966 | 3444 | 4,027 | 5628 |